# 讙頭國

圖出自《古今圖書集成·方輿彙編·邊裔典·第一百七卷》

明朝，胡文煥《山海經圖》

讙頭國，又稱作讙朱國、讙兜國、歡兜國、驩兜國、驩頭國、丹朱國，是《淮南子》所記海外三十六國之一，其民稱作讙頭國民、驩頭人，位於畢方的東方、厭火國的北方或是西方，其人為半人半鳥，頭部為人，長著鳥喙與鳥翅膀，不能飛行，用翅膀扶著當作拐杖來行走，利用鳥喙在海邊捕食魚蝦，常以芑、苣、穋、楊為食物。

## 記載
讙頭、讙朱、驩兜皆為堯子丹朱之異名（一說驩兜為堯臣），傳說丹朱為人狠惡而頑凶，所以堯禪讓給舜，並將丹朱放逐至南方的丹水作諸侯，後因丹朱謀反失敗而投海而亡，靈魂化作鴸鳥。其子孫在南海建立讙頭國。
在《山海經·海外南經》、《大荒南經》以及《鏡花緣》中有所記載。